# Mass Effect Legendary Edition
Mass Effect: Legendary Edition è un videogioco di ruolo d'azione, sviluppato da BioWare e pubblicato da Electronic Arts. Si tratta della rimasterizzazione dei primi tre giochi della serie Mass Effect (Mass Effect, Mass Effect 2 e Mass Effect 3) con tutti i relativi contenuti scaricabili per giocatore singolo, compresi armi, corazze e pacchetti promozionali, in versione rimasterizzata ed ottimizzata in 4K Ultra HD. Il titolo è stato annunciato il 7 novembre 2020 ed è disponibile per Xbox One, PlayStation 4 e PC dal 14 maggio 2021.

## Sviluppo
Lo sviluppo della Legendary Edition è iniziato nel 2019 sotto la direzione di Mac Walters, che in precedenza ha lavorato come sceneggiatore principale per Mass Effect 2 e Mass Effect 3. BioWare ha deciso di affrontare il progetto come un remaster anziché un remake per preservare l'originale esperienza della trilogia.
Il 7 novembre 2020 o "N7 Day", una data dichiarata per la prima volta nel 2012 da BioWare come una "celebrazione mondiale" annuale del franchise multimediale di Mass Effect, è stata ufficialmente annunciata l'imminente uscita di Mass Effect: Legendary Edition. È stato asserito che l'obiettivo del remaster era "non rifare o reimmaginare i giochi originali, ma modernizzare l'esperienza in modo che i fan e i nuovi giocatori possano sperimentare il lavoro originale nella sua migliore forma possibile". Il remaster includerà anche tutti i contenuti scaricabili precedentemente disponibili per tutti e 3 i titoli, comprese armi, corazze e pacchetti promozionali.

## Pubblicazione
Il 7 novembre 2020 viene annunciato che il gioco dovrebbe essere pubblicato nel corso del primo o del secondo trimestre del 2021 per Xbox One, PlayStation 4 e PC. Nel febbraio 2021 venne pubblicato un nuovo trailer dove venne rivelato che l'uscita ufficiale del gioco sarebbe avvenuta il 14 maggio 2021.

## Accoglienza

### Critica
| Testata                         | Versione | Giudizio |
| ------------------------------- | -------- | -------- |
| Metacritic (media al 14-5-2021) | PC       | 86/100   |
| Metacritic (media al 14-5-2021) | PS4      | 86/100   |
| Metacritic (media al 14-5-2021) | XB1      | 90/100   |
| Everyeye.it                     | -        | 8,2/10   |
| Game Informer                   | -        | 9/10     |
| GamesRadar+                     | -        | 4.5/5    |
| GameSpot                        | -        | 8/10     |
| GamingBolt                      | -        | 9/10     |
| Gaming Trend                    | -        | 95/100   |
| IGN                             | -        | 8/10     |
| Multiplayer.it                  | -        | 8,5/10   |
| PCG (USA)                       | -        | 77/100   |
| The Games Machine               | -        | 8,7/10   |

Mass Effect Legendary Edition ha ricevuto recensioni "generalmente positive" secondo l'aggregatore Metacritic; la rivista statunitense Game Informer lo ha definito «un'esperienza di gioco da non perdere» e gli ha assegnato un voto di 9/10.
La rivista italiana The Games Machine ha assegnato al videogioco un voto "più che buono" (8,7/10), plaudendo i tanti contenuti e il fatto che sia più di una semplice remaster, ma rammaricandosi tuttavia per il fatto che i miglioramenti più evidenti siano limitati al solo primo capitolo e che sull'intelligenza artificiale di nemici e compagni si potesse fare di più:
Il sito web Everyeye.it ha notato come,  al netto di qualche asperità tecnica - visibile soprattutto su old gen - e degli indiscutibili limiti dell’engine utilizzato,  la Legendary Edition rappresenti un'occasione eccellente per visitare ancora una volta il meraviglioso universo modellato dal team di Edmonton.

### Vendite
Nel Regno Unito è stato il videogioco più venduto nella settimana della commercializzazione, soprattutto per via delle vendite digitali. Nella prima settimana la versione per PC del gioco ha avuto oltre 59.000 utenti attivi contemporaneamente sulla piattaforma Steam, il picco più alto mai raggiunto per un titolo della BioWare. Il 4 agosto 2021 l'amministratore delegato della Electronic Arts Andrew Wilson ha affermato che il gioco è andato "ben oltre" le aspettative, sebbene non sia stato rivelato l'esatto numero di copie vendute.